# Lybius leucocephalus
El barbudo cabeciblanco o barbudo de cabeza blanca (Lybius leucocephalus) es una especie de ave piciforme de la familia de los barbudos africanos (Lybiidae). Se encuentra en Angola, Camerún, República Centroafricana, Chad, República Democrática del Congo, Kenia, Nigeria, Sudán, Tanzania, y Uganda.